# Asiaq Dorsa
Gli Asiaq Dorsa sono una struttura geologica della superficie di Venere.